# Pseumenes medianus
Pseumenes medianus är en stekelart som först beskrevs av Smith 1863.  Pseumenes medianus ingår i släktet Pseumenes och familjen Eumenidae. Inga underarter finns listade i Catalogue of Life.